# 사이렌 (만화)
《사이렌》(일본어: サイレーン)은 야마자키 사야카의 만화 작품이다.

## 개요
무사시 현경 기동 수사대에서 버디를 이룬 한 커플의 경찰적 일상과, 그들을 따라다니는 수수께끼의 여자의 암약을 그린 서스펜스 만화.

## 등장인물
사토미 시노부
무사시 현경 기동 수사대 소속.
이노쿠마 유키
무사시 현경 기동 수사대 소속.
타치바나 카라
캬바죠.

## 서지 정보
- 야마자키 사야카 《사이렌》 코단샤 〈모닝 KC〉, 전 7권
  1. 2013년 9월 20일 발매 ISBN 978-4-06-387252-1
  2. 2013년 12월 20일 발매 ISBN 978-4-06-387278-1
  3. 2014년 3월 20일 발매 ISBN 978-4-06-388314-5
  4. 2014년 6월 23일 발매 ISBN 978-4-06-388344-2
  5. 2014년 9월 22일 발매 ISBN 978-4-06-388372-5
  6. 2014년 12월 22일 발매 ISBN 978-4-06-388408-1
  7. 2015년 3월 23일 발매 ISBN 978-4-06-388443-2

## 텔레비전 드라마
《사이렌 형사×그녀×완전 악녀》(일본어: サイレーン 刑事×彼女×完全悪女 サイレーン けいじ×かのじょ×かんぜんあくじょ[*])의 타이틀로 드라마화되어, 2015년 10월 20일부터 12월 15일까지, 칸사이 TV 제작·후지 TV 계열로 매주 화요일 22:00 ~ 22:54에 방송되었다. 주연은 마츠자카 토리.

### 캐스트
- 사토미 시노부 - 마츠자카 토리
- 이노쿠마 유키 - 키무라 후미노
- 타치바나 카라 - 나나오
- 하야미 쇼 - 키타야마 히로미츠 (Kis-My-Ft2)
- 토쿠나가 다이스케 - 니시오 소라
- 미야케 료스케 - 타카다 쇼 (쟈니즈 Jr.)
- 아마미야 히카루 - 오카자키 사에
- 츠키모토 케이 - 카나메 준
- 치토세 히로코 - 야마구치 사야카
- 와타리 코헤이 - 미츠이시 켄
- 이노쿠마 미키 - 후지요시 쿠미코
- 이노쿠마 분이치 - 오오스기 렌
- 안도 미노루 - 후나코시 에이치로

### 스태프
- 원작 - 야마자키 사야카 《사이렌》 (코단샤 모닝 KC 간)
- 각본 - 사토 시마코
- 연출 - 모토하시 케이타, 시라키 케이치로, 하마 코다이
- 음악 - 스미토모 노리히토
- 주제가 - Anly 〈태양에게 웃어〉 (Sony Music Records)
- 오프닝 곡 - ［Alexandros］ 〈Girl A〉 (유니버설 J)
- 오프닝 내레이션 - 아카히라 마사루
- 경찰 감수 - 팀 고샤
- 액션 코디네이트 - 켄모치 마코토
- 기술 협력 - 발 엔터프라이즈
- 미술 협력 - TV 아사히 크리에이트
- 프로듀서 - 미야케 요시시게, 카와니시 히데유키, 히라베 타카아키
- 제작 협력 - 호리프로
- 제작 저작 - 칸사이 TV

### 방송 일자
| 각 화                                                       | 방송일           | 부제                                              | 연출            | 시청률 |
| ----------------------------------------------------------- | ---------------- | ------------------------------------------------- | --------------- | ------ |
| 제1화                                                       | 2015년 10월 20일 | 완전 악녀가 나의 그녀를 먹이로 했다               | 모토하시 케이타 | 12.9%  |
| 제2화                                                       | 10월 27일        | 형사vs아름다운 여자 살인귀…파헤쳐라 흑막의 그림자 | 모토하시 케이타 | 6.3%   |
| 제3화                                                       | 11월 3일         | 충격의 신 전개…아름다운 살인귀 다음 희생자        | 시라키 케이치로 | 8.6%   |
| 제4화                                                       | 11월 10일        | 급 전개 형사 반격…완전 악녀와 치열한 공방         | 시라키 케이치로 | 8.1%   |
| 제5화                                                       | 11월 17일        | 악녀의 서가…마침내 파헤치는 정체                  | 모토하시 케이타 | 8.5%   |
| 제6화                                                       | 11월 24일        | 마침내 악녀가 계획 실행…형사 파멸의 위기          | 하마 코다이     | 7.3%   |
| 제7화                                                       | 12월 1일         | 악녀가 연인에게 적의를 드러내다…경악 금단의 과거  | 시라키 케이치로 | 8.1%   |
| 제8화                                                       | 12월 8일         | 마침내 사투 결착…악녀의 종언 연인을 구해라        | 모토하시 케이타 | 8.9%   |
| 최종화                                                      | 12월 15일        | 마침내 결착…형사vs완전 악녀 진감의 진상           | 모토하시 케이타 | 11.5%  |
| 평균 시청률 9.22% (시청률은 칸토 지구·비디오 리서치사 조사) |                  |                                                   |                 |        |

- 첫회 2시간 스페셜.
- 제2화는 75분 지연.

| 칸사이 TV 제작·후지 TV 계열 화요 22시 시간대 | 칸사이 TV 제작·후지 TV 계열 화요 22시 시간대         | 칸사이 TV 제작·후지 TV 계열 화요 22시 시간대       |
| 이전 작품                                    | 작품명                                               | 다음 작품                                          |
| -------------------------------------------- | ---------------------------------------------------- | -------------------------------------------------- |
| HEAT (2015.7.7 ~ 2015.9.1)                   | 사이렌 형사×그녀×완전 악녀 (2015.10.20 ~ 2015.12.15) | 장인어른이라고 부르게 해줘 (2016.1.19 ~ 2016.3.15) |